# Atherurus africanus
Atherurus africanus é uma espécie de roedor da família Hystricidae. Pode ser encontrado na África subsaariana. Habita florestas tropicais próximas a cursos d'água.